# باغتشمك (حومة بم)
باغتشمك (بالفارسية: باغچمک) هي قرية تقع في إيران في منطقة مركزية ريفية. يقدر عدد سكانها بـ 1,013 نسمة .